# 汴州
汴州（べんしゅう）は、中国にかつて存在した州。南北朝時代から五代十国時代にかけて、現在の河南省開封市一帯に設置された。

## 概要
東魏の天平初年に設置された梁州を前身とする。梁州は陽夏郡・開封郡・陳留郡の3郡10県を管轄した。
北周のとき、梁州は「汴州」と改称された。
隋初には、汴州は陳留郡とその属県の浚儀・開封の1郡2県を管轄した。
583年（開皇3年）、陳留郡が廃止され、汴州が2県を直轄した。
605年（大業元年）、汴州が廃止され、鄭州に併合された。
607年（大業3年）、州が廃止されて郡が置かれると、鄭州は滎陽郡と改称された。
621年（武徳4年）、唐が王世充を平定すると、滎陽郡浚儀県に「汴州」が置かれた。
742年（天宝元年）、汴州は陳留郡と改称された。
758年（乾元元年）、陳留郡は汴州の称にもどされた。汴州は河南道に属し、浚儀・開封・尉氏・陳留・封丘・雍丘の6県を管轄した。
781年（建中2年）、汴州に宣武軍節度使が置かれた。この宣武軍は後の朱全忠の台頭の基盤となった。
907年（開平元年）、五代の後梁により汴州は開封府に昇格し、東都とされた。
923年（同光元年）、後唐が後梁を滅ぼすと、汴州は宣武軍節度使の管轄にもどされた。
938年（天福3年）、後晋により汴州は東京に昇格し、開封府が置かれた。
北宋のときに開封府は東京とされ、金においては南京が置かれた。